# (20587) Jargoldman
(20587) Jargoldman (1999 RD162) – planetoida z pasa głównego asteroid okrążająca Słońce w ciągu 5,12 lat w średniej odległości 2,97 j.a. Odkryta 9 września 1999 roku.